# Gongrospermum philippinense
Gongrospermum philippinense es la única especie del género Gongrospermum, planta de la familia Sapindaceae y es endémica de los bosques de Calauan, Laguna, en Isla de Luzón (Filipinas), donde se ha localizada en solo 2 zonas.

## Descripción
- Nota: no hay tipo figurado en la publicación original.

Se trata de una especie arbórea, de grandes hojas (hasta 35 cm) con peciolos de 6-9 cm, hoja pinnadapinnadas, con 5-6 foliolos que miden 9 por 20 cm y tienen peciolos de 10-12 mm. Dichos foliolos son subopuestos, anchamente elípticos y de ápices acuminados. Las inflorescencias son panículas axilares de flores unisexuales falsamente hermafroditas, diminutas (unos 2 mm de diámetro), pediceladas, con cáliz cupuliforme pentámero de sépalos deltoides tomentoso-ferruginosos y no tienen pétalos. Los estambres, en número de 8, tienen filamentos muy cortos, vilosos en la parte superior, de anteras elipsoides de dehiscencia lateral y polen trígono con 3 surcos y 3 poros. El ovario es trígono, tomentoso excepto en el ápice, con triple estigma. El fruto es una cápsula trilocular de 1 por 1,5 cm y pericarpo de 1 mm de espesor, cortamente pedicelada (2 mm), piriforme, tomentosa-ferruginosa excepto en el ápice, con punta corta y de dehiscencia loculicide. Hay 1 sola semilla por loculo, de 8 por 5 mm con 3 mm de espesor, ovoide, lateralmente comprimida, glabra, de pericarpio oleoso-resinoso y protuberancias nodosas, y con embrión curvado.